# مرغابی جنگلی
مرغابی جنگلی یا اردک جنگلی (نام علمی: Aix sponsa) نام یک گونه از زیرخانواده پهنه‌چینان است. زیستگاه این پرنده آمریکای شمالی و کوبا است. مرغابی جنگلی در سال ۱۷۵۸ (میلادی) توصیف شد. این مرغابی برخلاف دیگر نژادهای هم‌گونه اش بر روی شاخه‌های درختان زندگی می‌نماید. پنجه پاهایش بسیار قوی است و همین امر باعث گشته تا بتواند به راحتی بر روی شاخه زندگی نماید. خاستگاه اصلی او جنگل‌های کانادا و آمریکای شمالی است. رنگ‌آمیزی پرهای این مرغابی زیبا است.
نرها دارای کاکل بسیار قشنگ و بلندی به رنگ سبز متمایل به آبی هستند. کاکل ماده‌ها کوتاه‌تر است و رنگ پرها خاکستری و رگه رگه است. گردن مرغابی‌های نر را پرهای زیبایی به رنگ سرخ پوشانده شده‌است. منقار و پاهایشان نیز قرمز رنگ است. دمشان سبزرنگ و تقریباً بلند می‌باشد و همین زیبایی خاص باعث گشته‌است که شکارچیان آن‌ها را صید نموده و به عنوان زینت درون قفس نگهداری می‌نمایند. جنس نر مرغابی جنگلی بسیار باعاطفه می‌باشد و برخلاف نژادهای دیگر گونه مرغابی‌ها، در پرورش جوجه‌ها به ماده کمک می‌نماید.
مرغابی‌های جنگلی بسیار باهوشند و هیچ وقت بر روی تخم دیگر مرغابی‌ها نمی‌نشینند. فقط در بین خودشان تولید مثل می‌نمایند، حتی با نژادهای ماندارین که خیلی شباهت به آنان دارد آمیزش نمی‌نمایند و درون سوراخ درختان لانه می‌سازند. تعداد تخم‌گذاری‌شان اندک و از ۵ عدد تجاوز نمی‌نماید. رنگ تخم‌ها آبی روشن است.

## نگارخانه

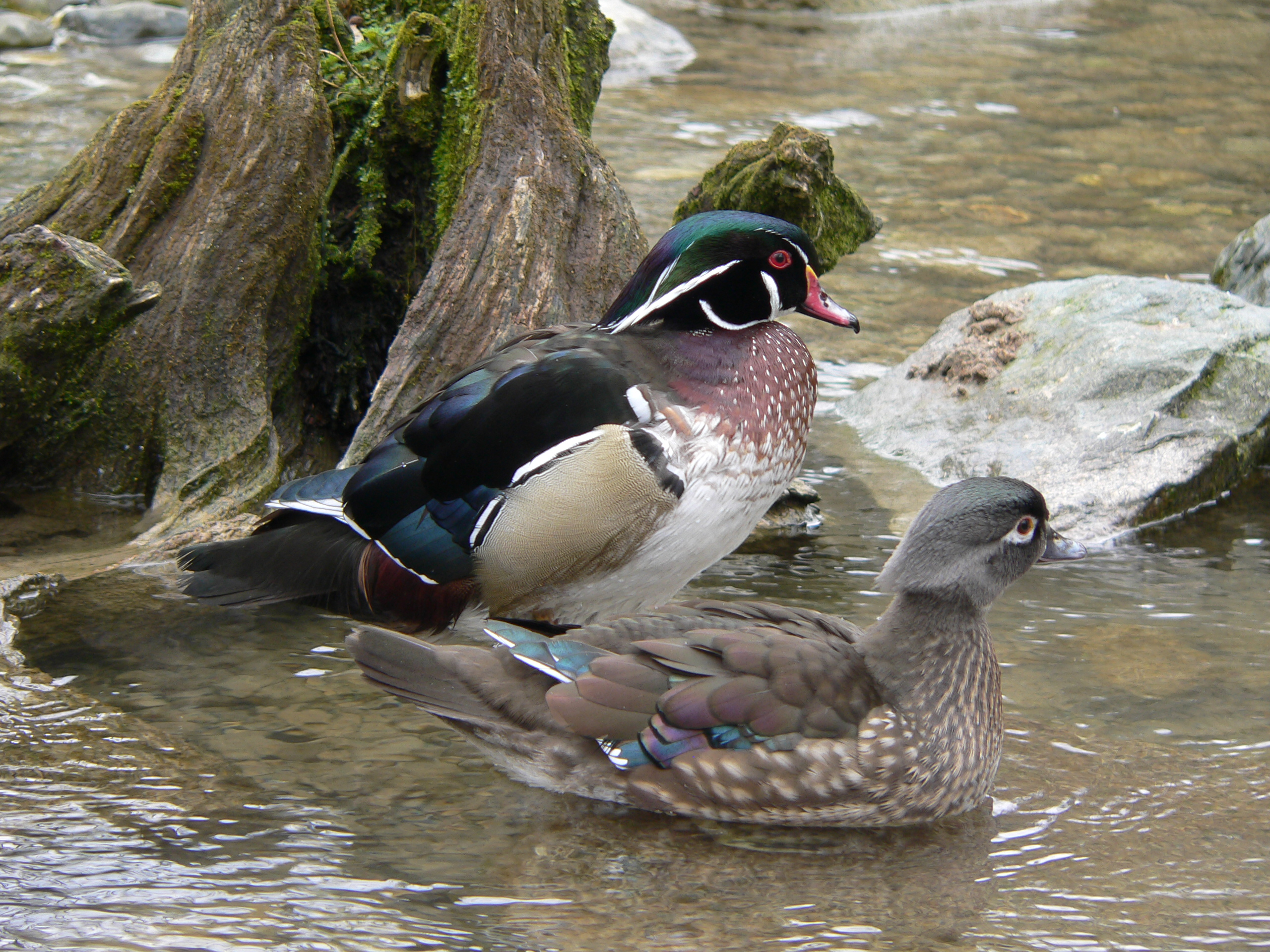
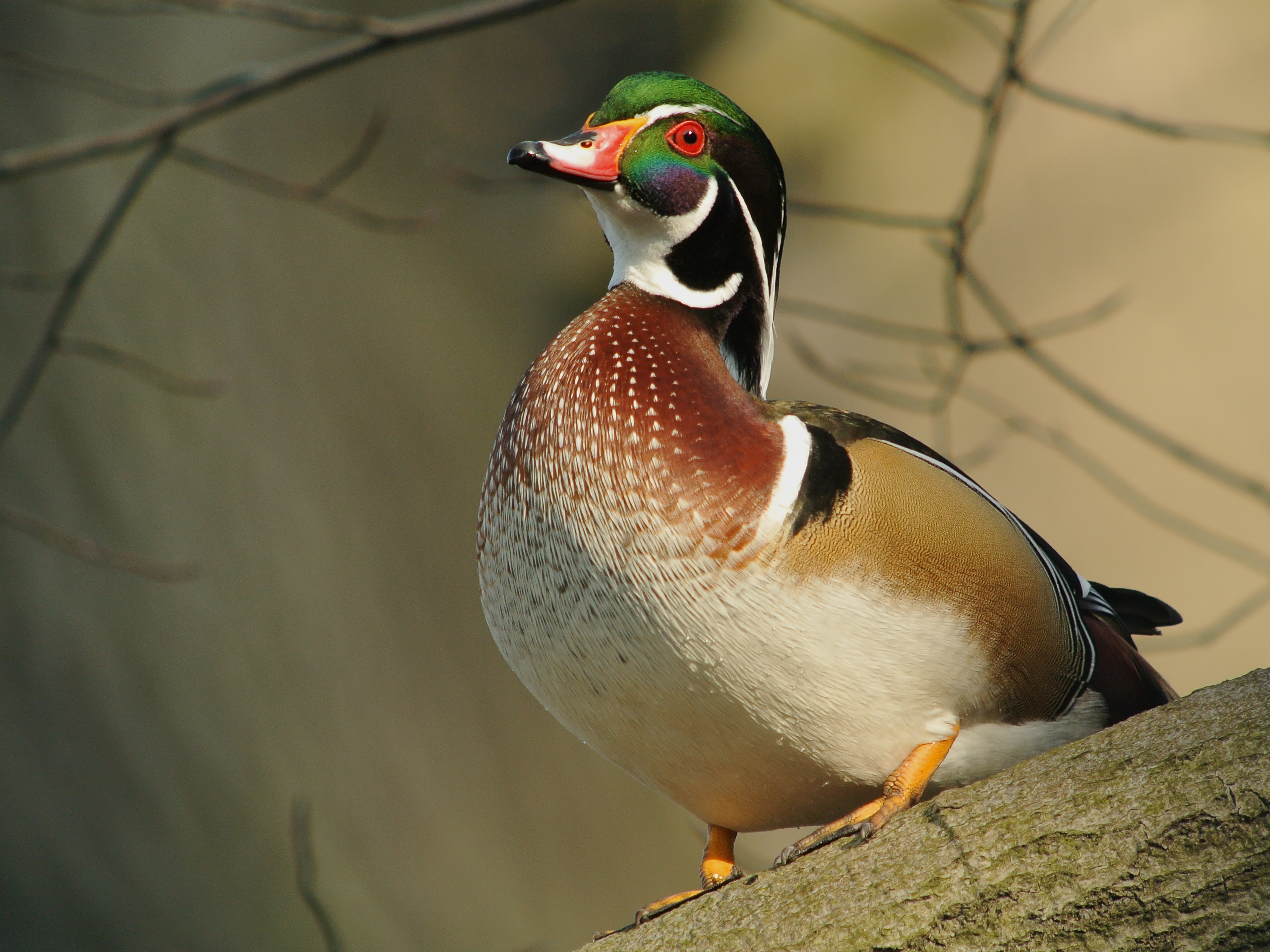
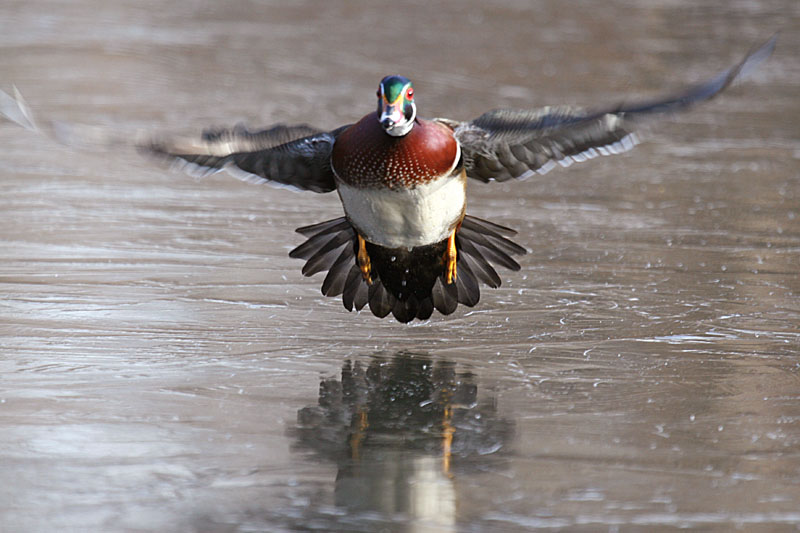
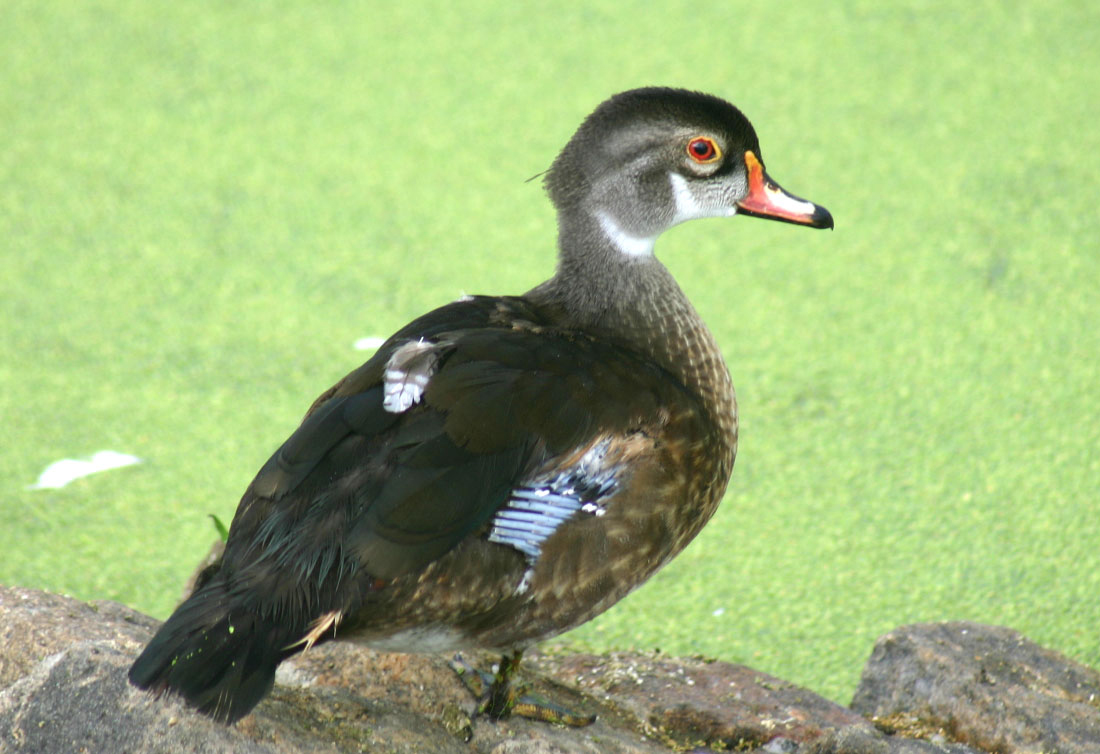
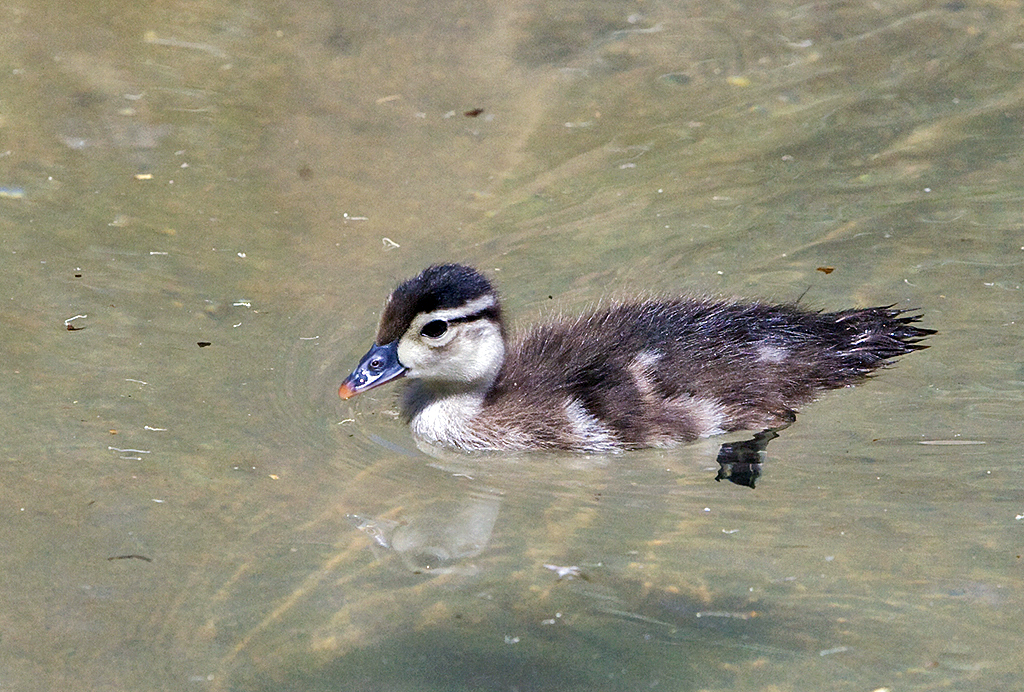
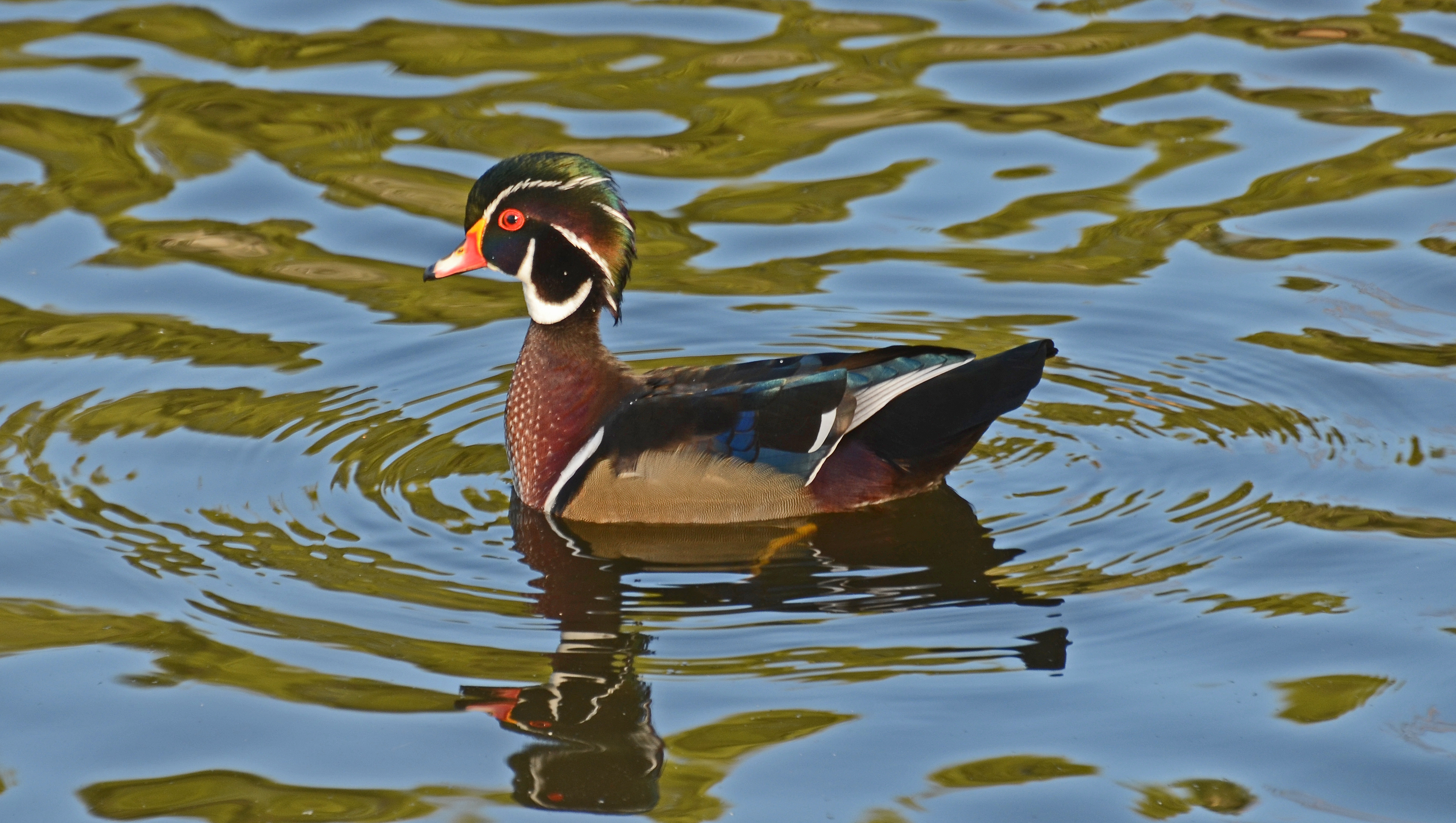
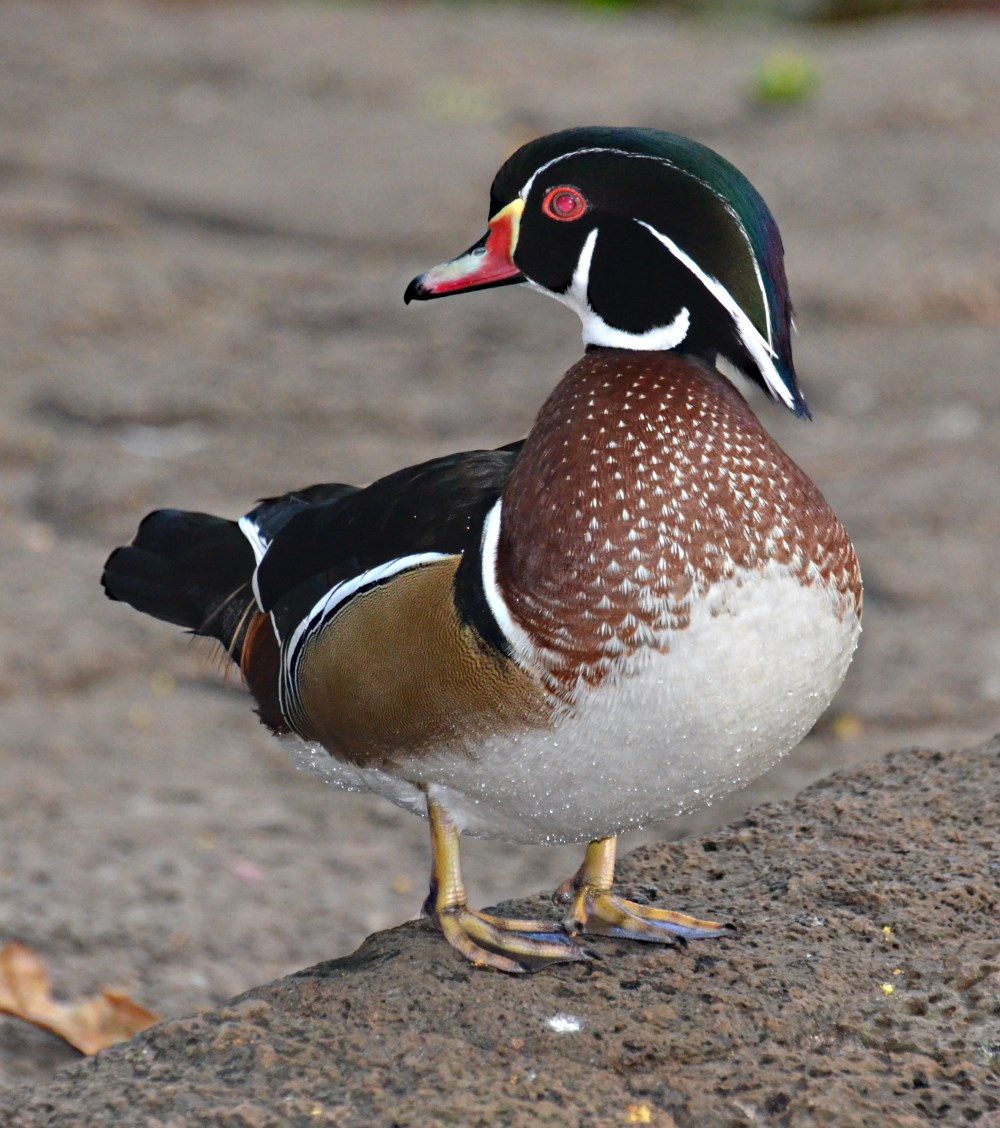
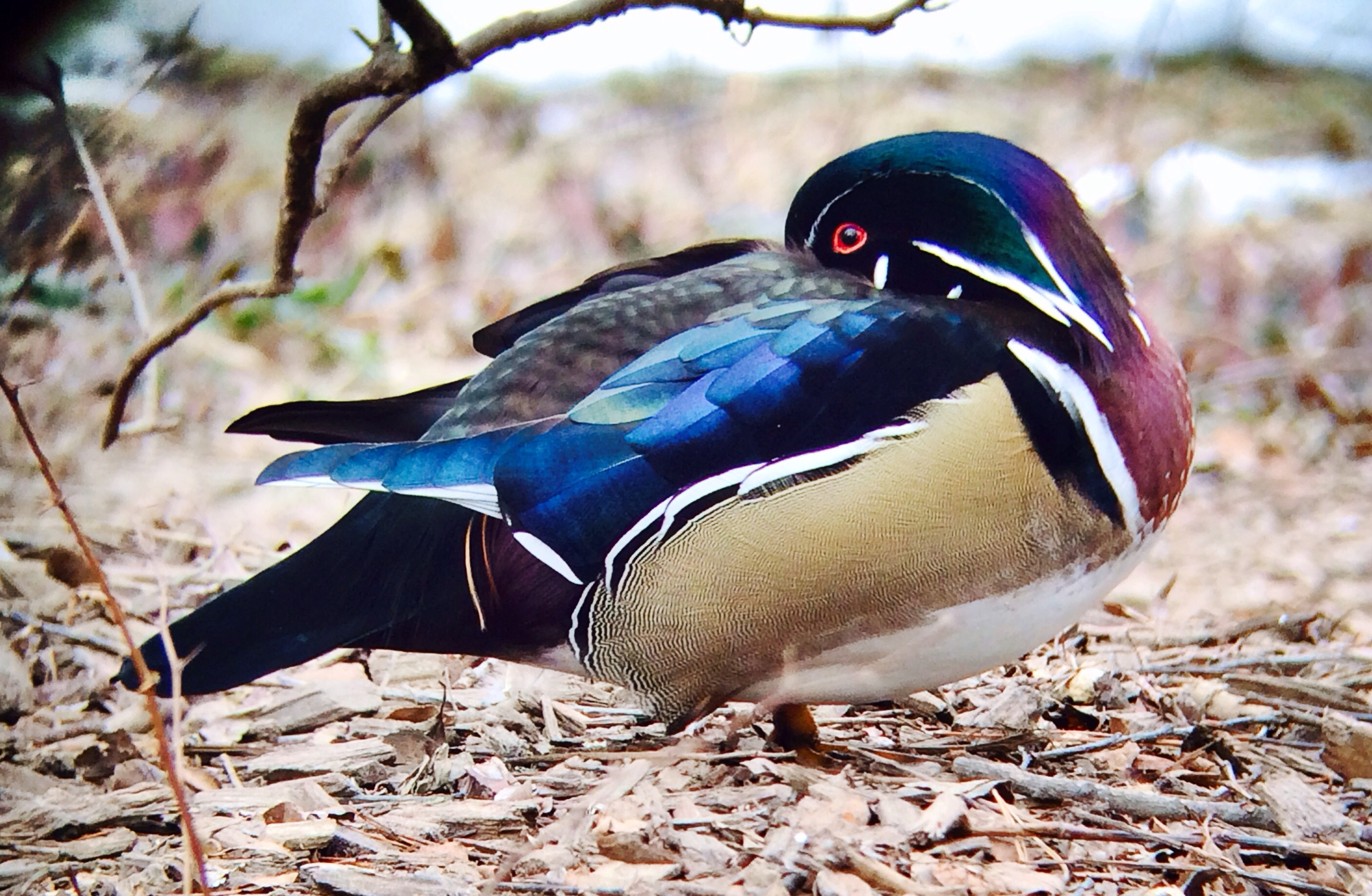
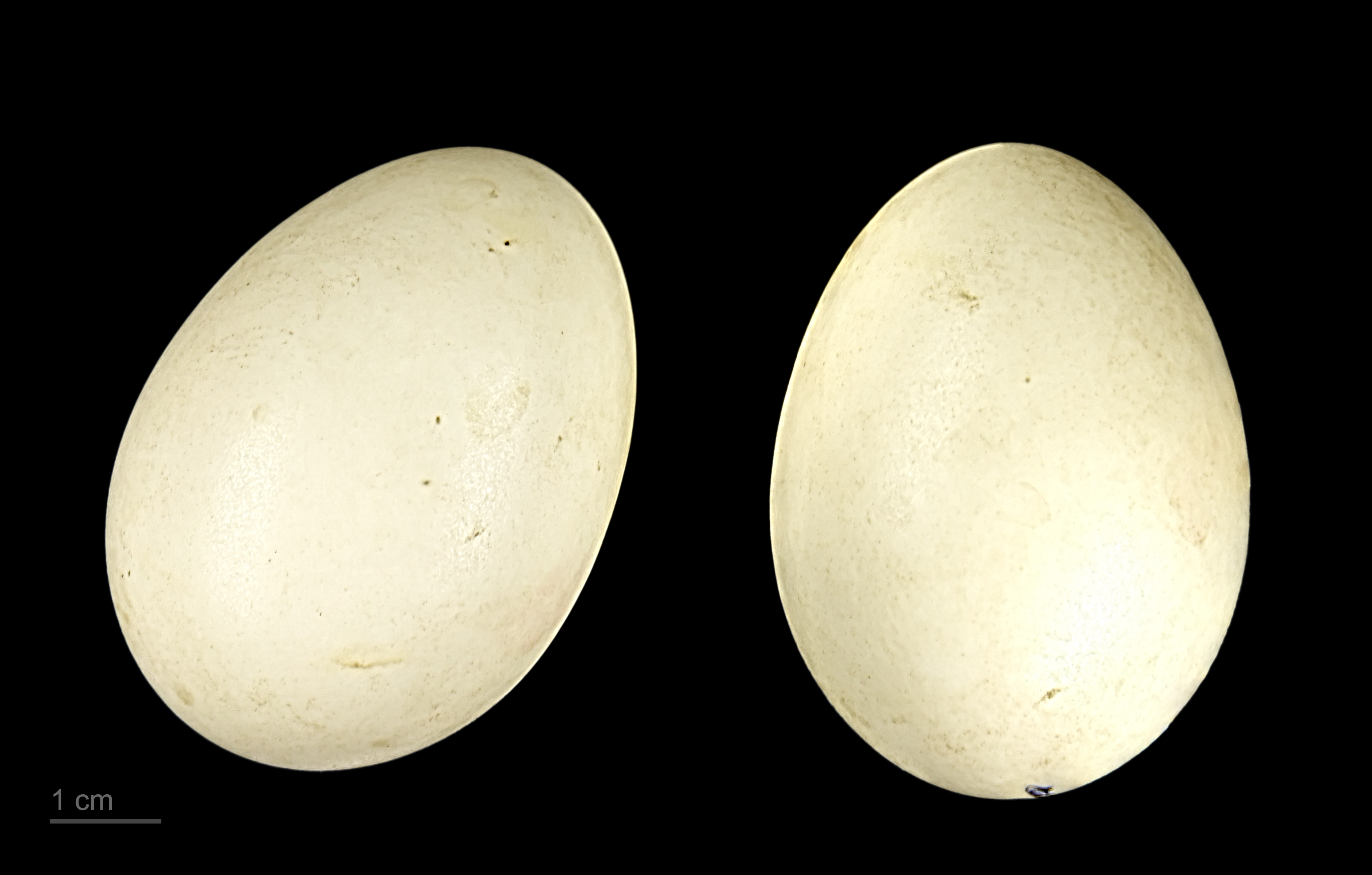
Museum specimen